# Radiance/치니카에루 ~on the earth~
《radiance/대지에 돌아가다 ~on the Earth~》(일본어: radiance/地に還る ~on the Earth~ ラディエンス/ちにかえる ~オン・ジ・アース~[*]란 가와다 마미의 메이저 데뷔 싱글이자 KOTOKO의 메이져 3번째 싱글을 말한다.

## 개요
- 제네온 엔터테인먼트를 통해 2005년 2월 23일 통상판과 초회한정판 2종류가 발매되었다.
- 초회한정판에는 각 악곡의 프로모션 비디오가 수록된 DVD가 동봉되어 있다.
- 앨범 자켓은 통상판과 초회한정판과 서로 다름.

## 수록 곡
1. radiance [4:19]
작사 : KOTOKO, 가와다 마미/작곡・편곡 : 나카자와 도모유키/보컬 : 가와다 마미
  - 테레비 도쿄계열 텔레비전 애니메이션〈스타쉽 오퍼레이터즈〉」오프닝 테마
2. 地に還る ~on the Earth~ [5:43]
작사・작곡 : KOTOKO/편곡 : 시마다 요이치/보컬 : KOTOKO
  - 테레비 도쿄 계열 텔레비전 애니메이션 〈스타쉽 오퍼레이터즈〉엔딩 테마
3. radiance (오리지널 가라오케)
4. 地に還る ~on the Earth~ (오리지널 가라오케)
5. radiance (Instrumental)